# Mini-Fox
Le Mini-Fox est une classe de petit voilier insubmersible, en polyester, des années 1960, dessinée par Yves Mareschal. Le Mini-Fox était construit  et commercialisé par le chantier naval français Dupuy Chautard puis Yachting Selection.

## Historique
Les Ets Dupuy-Chautard venaient d’acheter en Suède la licence d’une remorque de camping dont le « couvercle » était une barque : remorque de camping Nomad, d’où le N dans la voile. La remorque était chère pour l’époque et peu vendue alors que le « couvercle » qui a connu un grand succès a décidé l'entreprise à faire appel, en 1964, à un architecte naval: Yves Mareschal (aujourd’hui décédé), pour en faire une version dériveur. 1er modèle d’une gamme développée au fil des années, dont le modèle le plus connu est le FENNEC fabriqué à plus de 10 000 exemplaires. Autres modèles : Fox, Fennec, Grand Duc, Fox Trot, Tango.  
Il est, à l'époque, présenté comme un bateau familial d'un transport facile, la coque peut être mise sur le toit d'une petite voiture et le mat est démontable en deux parties. C'est un voilier mais il est également conçu pour pouvoir être utilisé avec une paire d'avirons ou un petit moteur. Le chantier axe notamment sa promotion vers les pratiquants de vacances en caravane.
En 1970, l'entreprise Dupuy Chautard arrête sa production de bateaux de plaisance et vend ses moules à la société Yachting Sélection, 9 rue Pasteur à Puteaux, dirigée par Gérard Curvelier.

Documentations chantiers
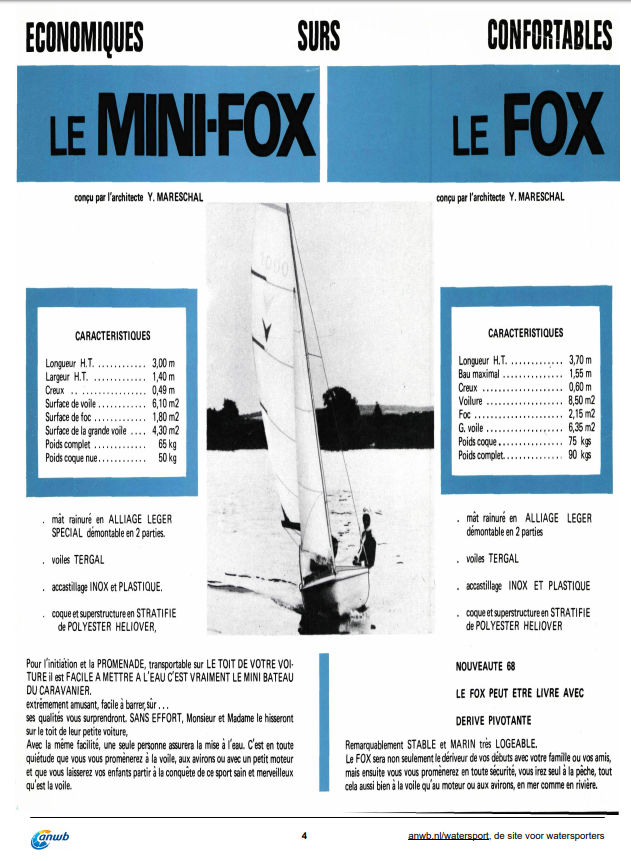
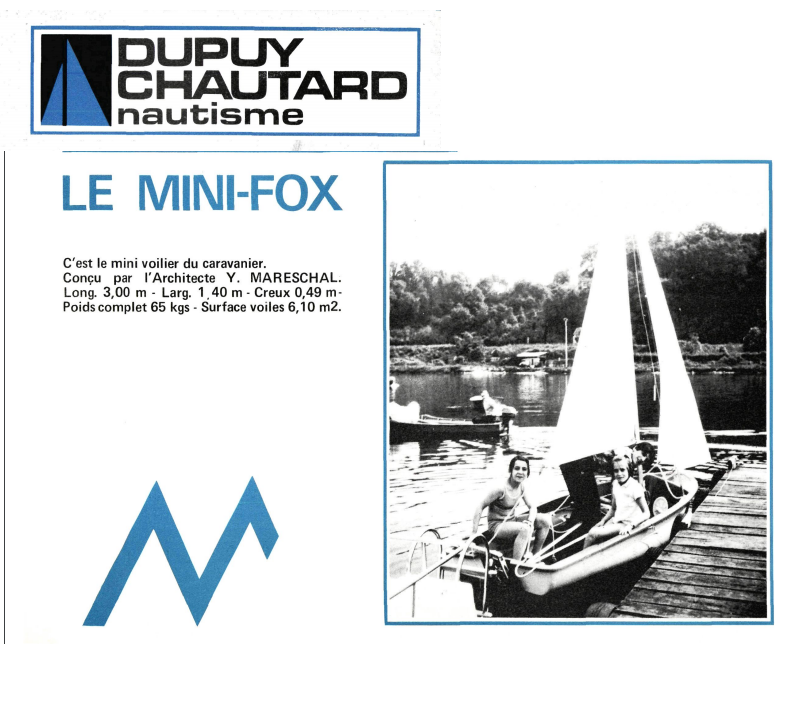
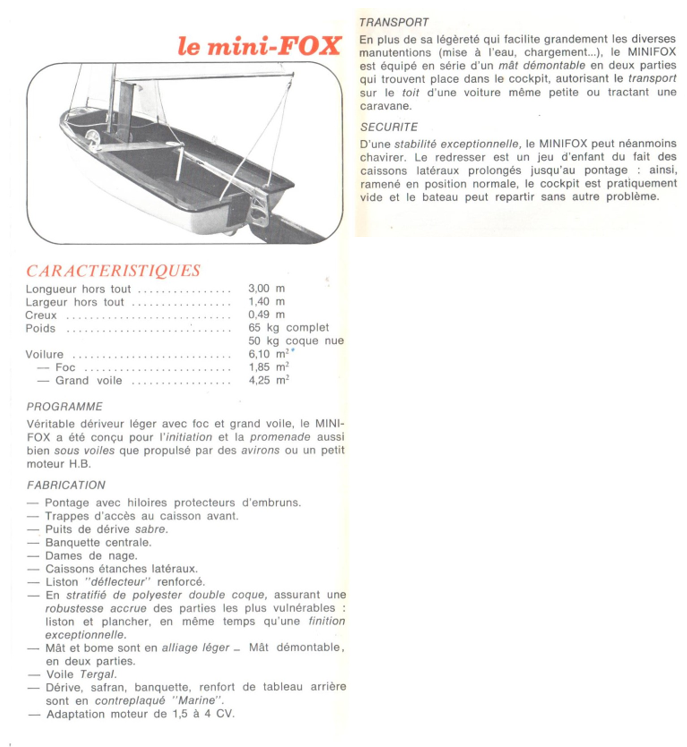

## Caractéristiques
La coque, en « stratifié de polyester Héliover », mesure 3 mètres de long pour 1,4 m de large et un creux de 40 cm. Seule, elle pèse 50 kg alors que le bateau, avec son armement de base, a un poids de 65 kg.
Le gréement est composé d'un mat, en alliage léger, de haubans en acier inox, et l'accastillage est en plastique ou en inox. La voilure, en Tergal, comprend : une grande voile de 4,30 m2 et un foc de 1,80 m2.
Il était garanti insubmersible, avec des caissons étanches contenant de la « matière expansée » mise dans des sacs de polyéthylène. Une version sans gréement était disponible.

Version barque sans gréement
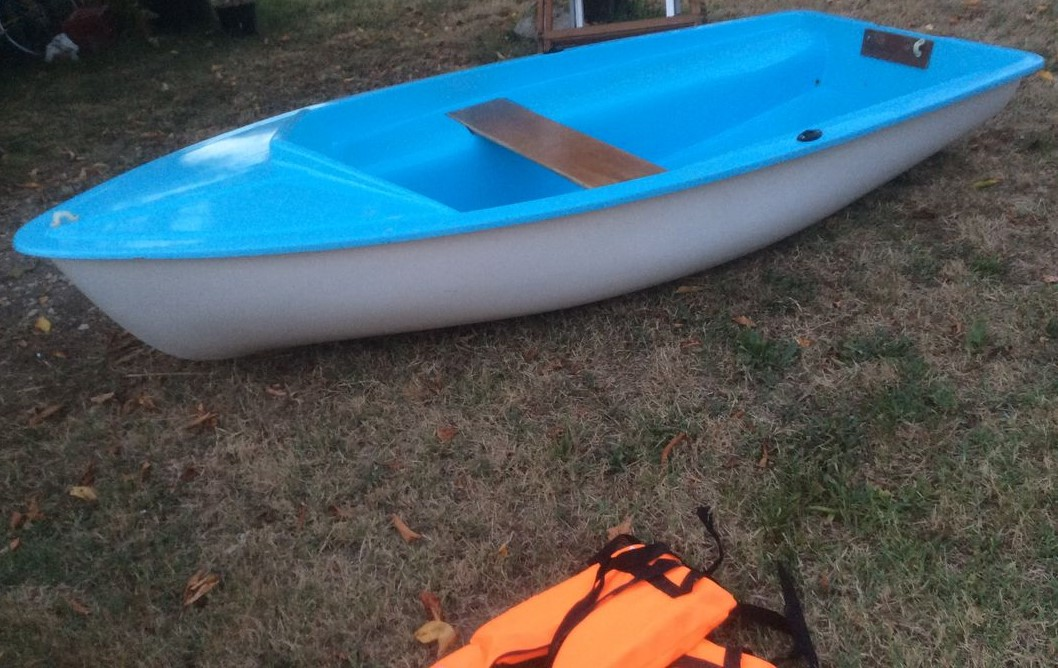
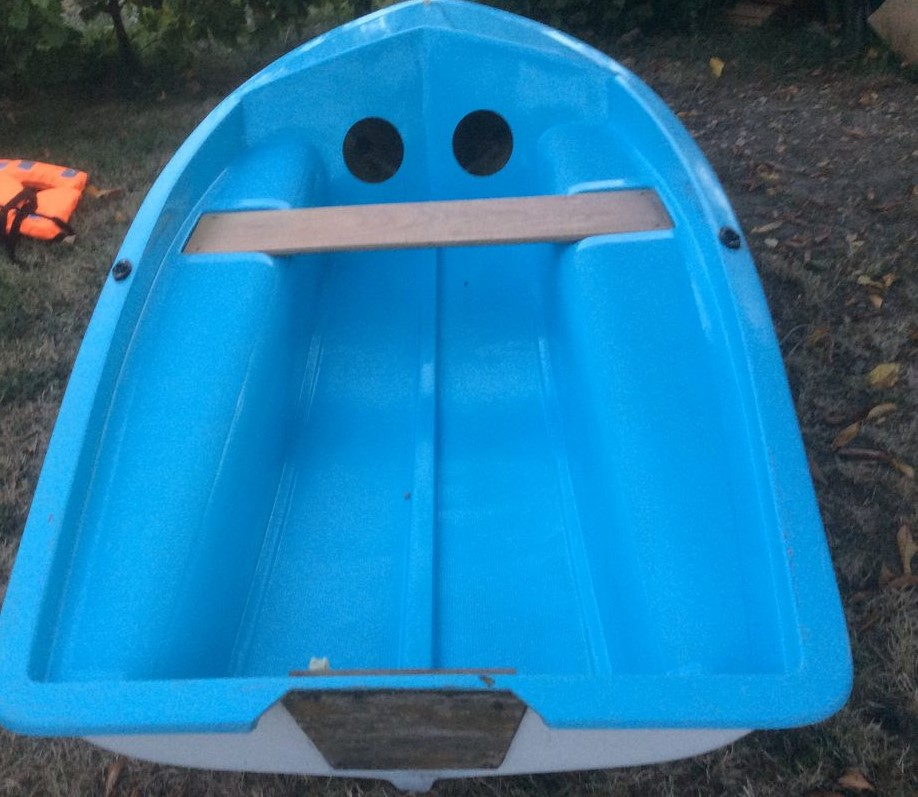